# Coniochaetaceae
Coniochaetaceae Malloch & Cain – rząd workowców należący do klasy Sordariomycetes.

## Systematyka
Pozycja w klasyfikacji według Index Fungorum: Diaporthomycetidae, Sordariomycetes, Pezizomycotina, Ascomycota, Fungi.
Według aktualizowanej klasyfikacji Index Fungorum bazującej na Dictionary of the Fungi do rodziny tej należą rodzaje:
- Barrina A.W. Ramaley 1997
- Coniochaeta (Sacc.) Cooke 1887